# Mischii, Dolj
Mischii este satul de reședință al comunei cu același nume din județul Dolj, Oltenia, România.